# تهذيب المقال
شرح كتاب الرجال للنجاشي المشهور بأسم "تهذيب المقال في تنقيح کتاب الرجال" كتاب من تأليف محمد علي الأبطحي ، وهو شرح وتهذيب وتنقيح لكتاب رجال النجاشي.
صححه أبو العباس أحمد بن علي بن أحمد بن العباس النجاشي. طبع عام 1389.

## وصلات خارجية
- تحميل الكتاب